# Aelbert Cuyp

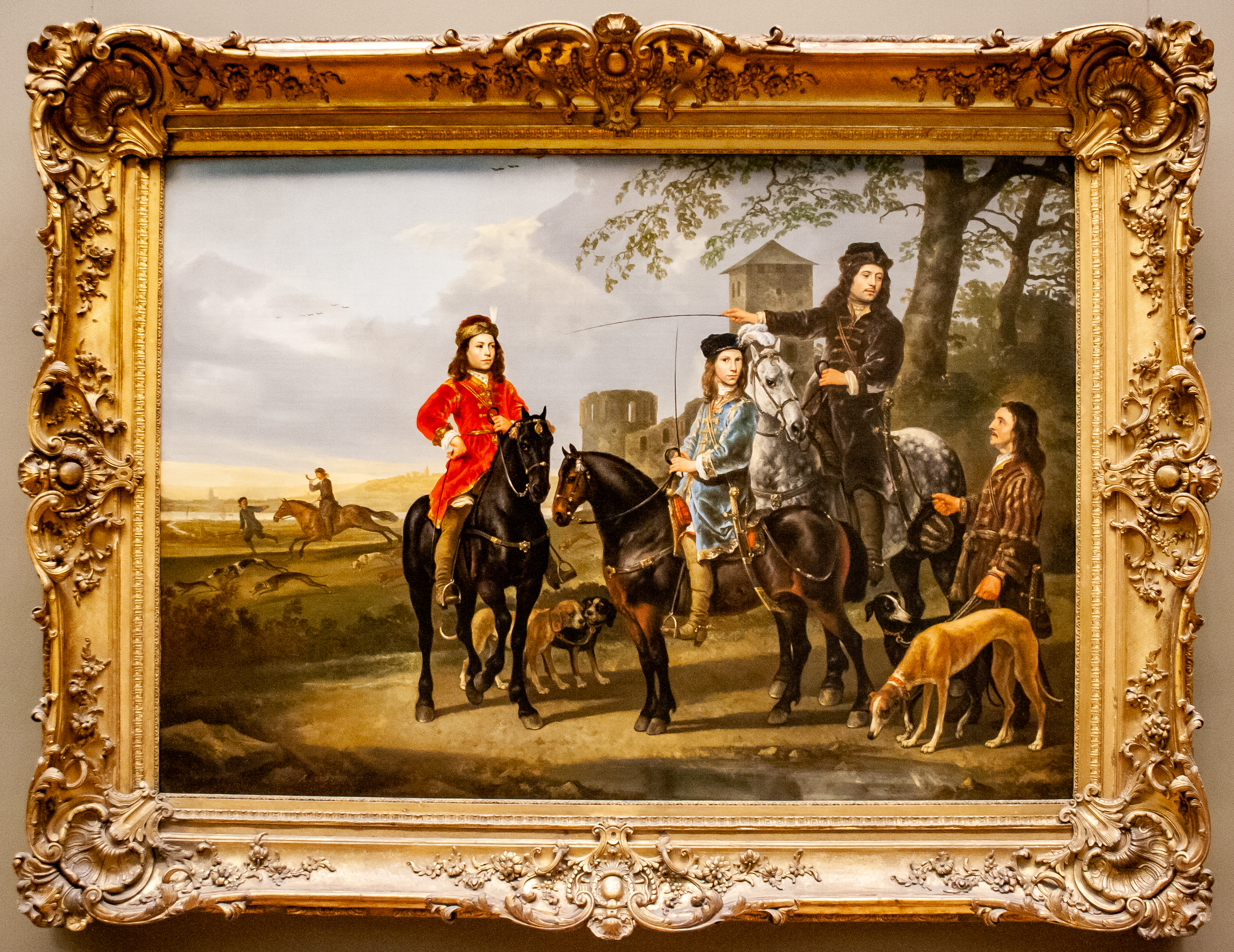
Készülődés a vadászatra - Cuyp képe a New York-i Metropolitan múzeumban

Aelbert Jacobsz Cuyp (Dordrecht, 1620. október 20. – 1691. november 15.) holland festő a a holland festészet aranykorából. Tájképeket, állatképeket, vadászjeleneteket festett, s dordrechti előkelőségek lovas képmásait.

## Élete és munkássága
A festő a holland aranykorban született, híres festőcsaládból származott, mestere édesapja, Jacob Gerritsz Cuyp (1594–1652) volt. Még kortársa volt Rembrandtnak, Ludolf Bakhuizennek, Paulus Potternek és más híres holland festőknek. Kezdetben Jan van Goyen (1596–1656) modorában festett, majd hamarosan kifejlődött egyéni stílusa, szélesebb színskálát kezdett használni, kivált a sárgás és ibolyaszín árnyalatait alkalmazta. Képei egyre levegősebbek és tágasabb térhatásúak lettek.
Témái igen változatosak voltak, festett tájképeket, csatajeleneteket, csendéleteket, portrét és csoport arcképeket. Alkotói idejének fénykora 1650–1664 közé esik, ekkor alkotta tompa napfényben aranyló tájképeit, melyeknek előterében gyakran szinte portrészerűen megfestett állatok szerepelnek. Találóan fejezte ki képeivel a holland festészet legszebb éveinek nyugalmas csendjét. Ezek a művei nagy hatást gyakoroltak majd 19. században alkotó Constant Troyon francia festőre olyan annyira, hogy ő lett századának egyik legjobb francia állatfestője.
Idősebb korában az itáliai irány (Both, Berchem, Pynacker, Aselyn) meleg színezése jellemző tájképeire, különösen mesterien használta a sötét ibolya és a fekete színeket.
Egyéni stílusára jellemző, hogy kompozícióiban gyakran hangsúlyt kap a táj előterébe szerkesztett csoportkép, amely mintegy eluralkodik a mögöttes tájon. Képei főleg Angliába kerültek nyilvános és magángyűjteményekbe. Tíz képét őrzik a londoni National Galleryben, négy képe Budapesten található a Szépművészeti Múzeumban, legszebb ez utóbbiak közül, a Tehenek a vízben című.

## Galéria

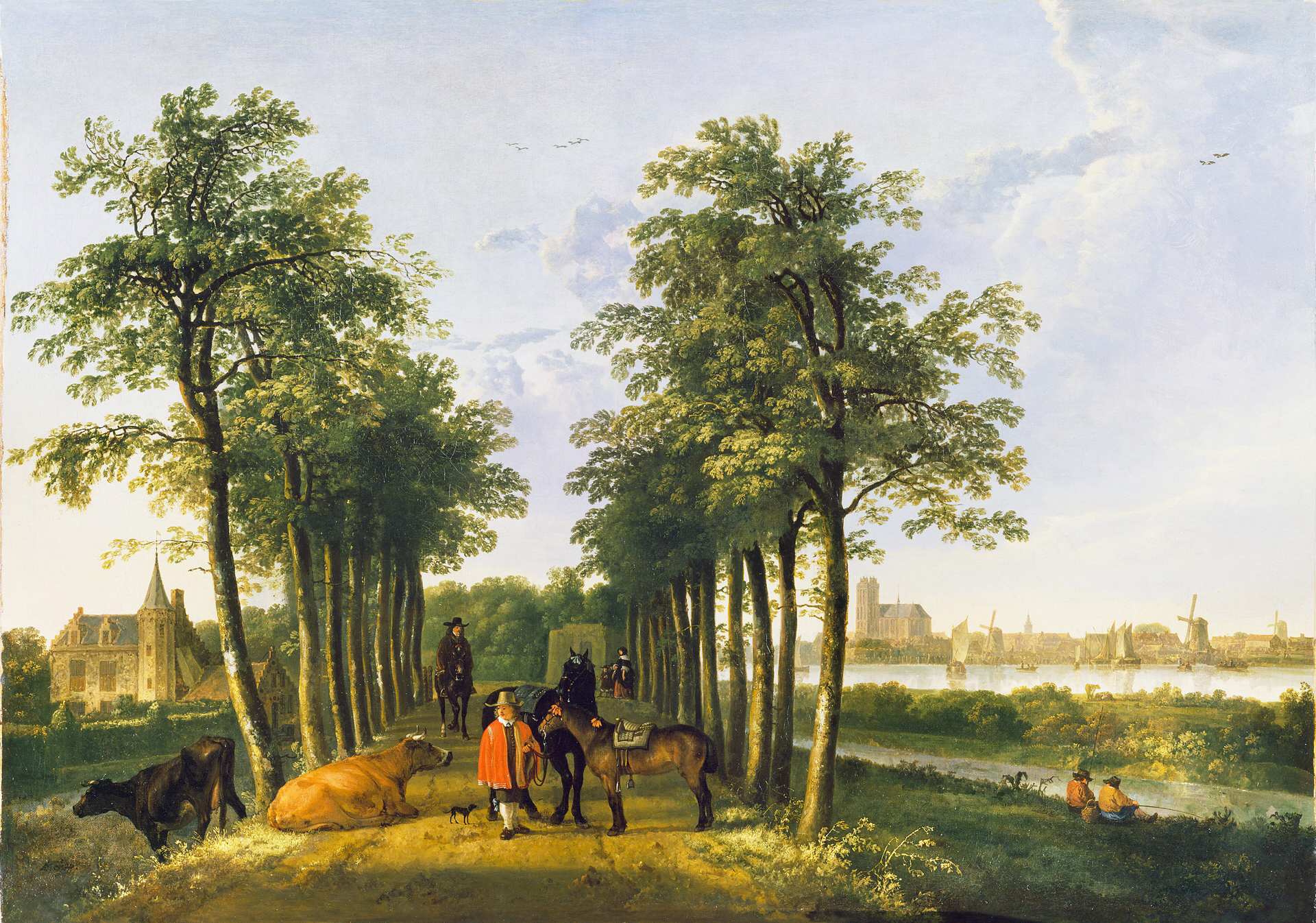
Sétány, 1650-52
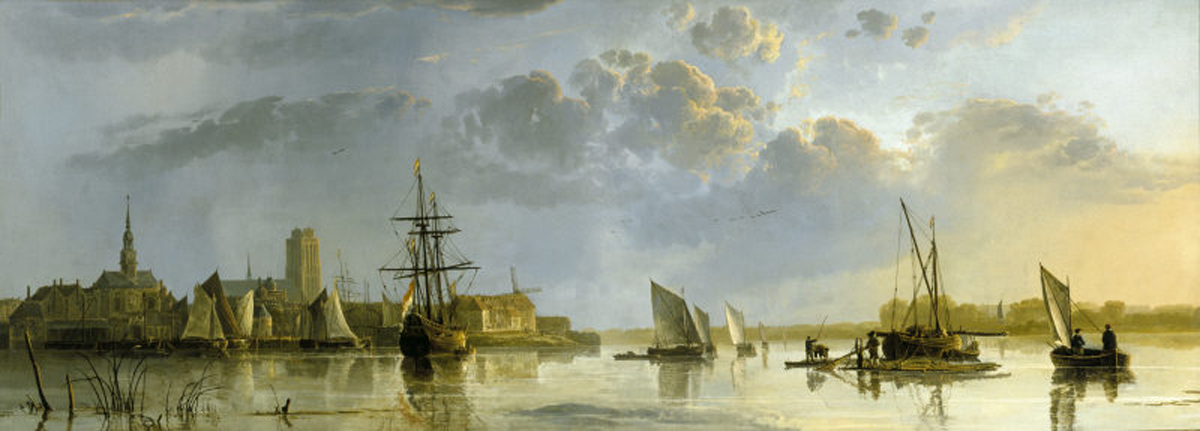
Dordrecht látképe, 1650
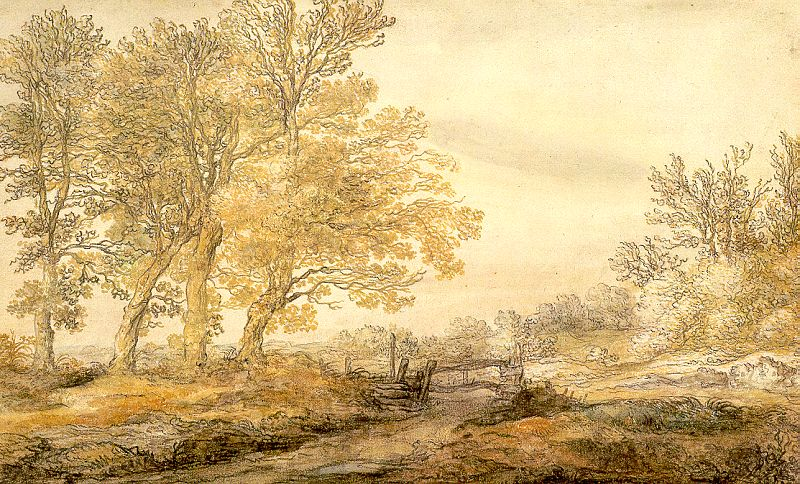
Tájkép, 1650
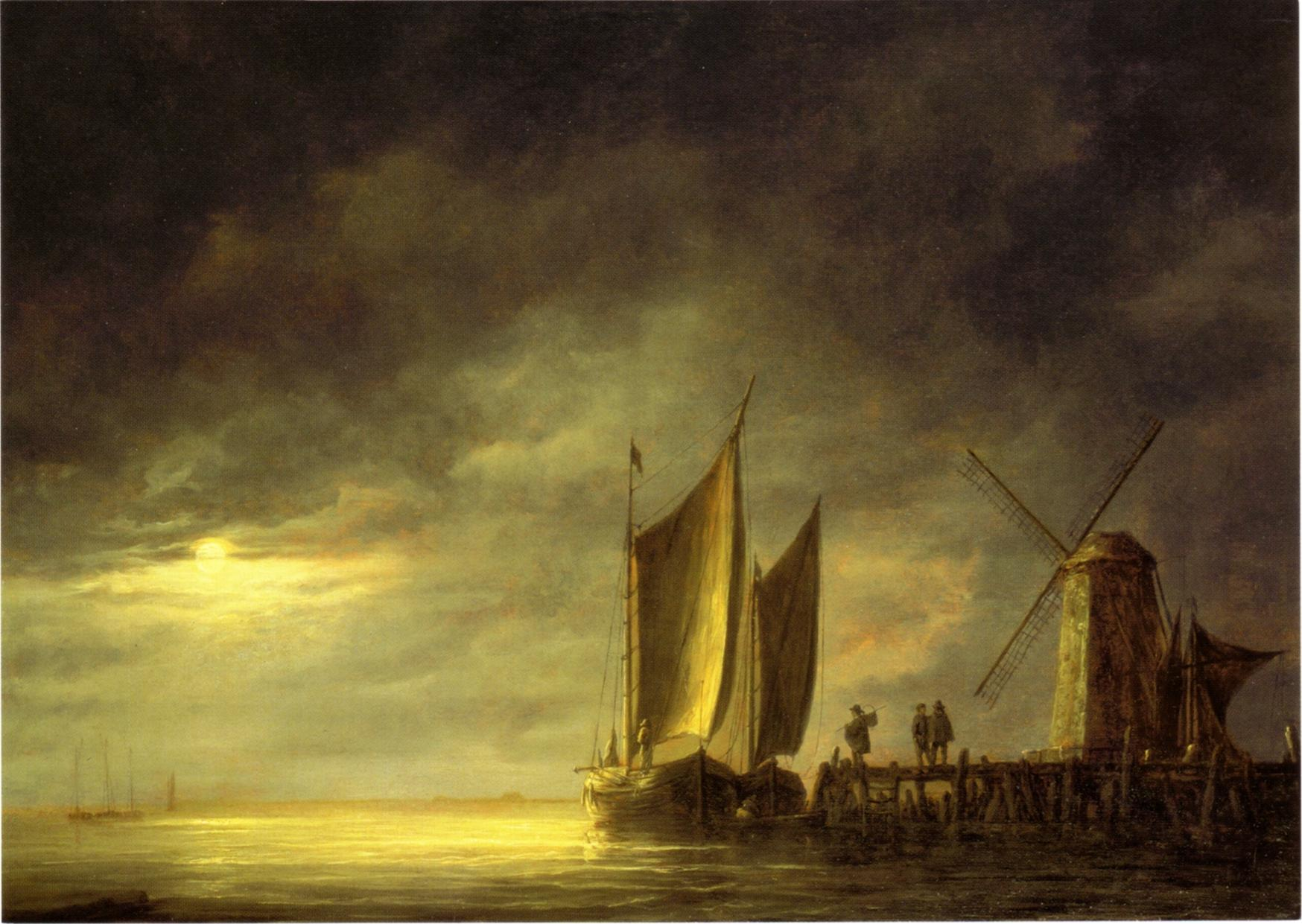
Halászhajók a holdfényben (1650)
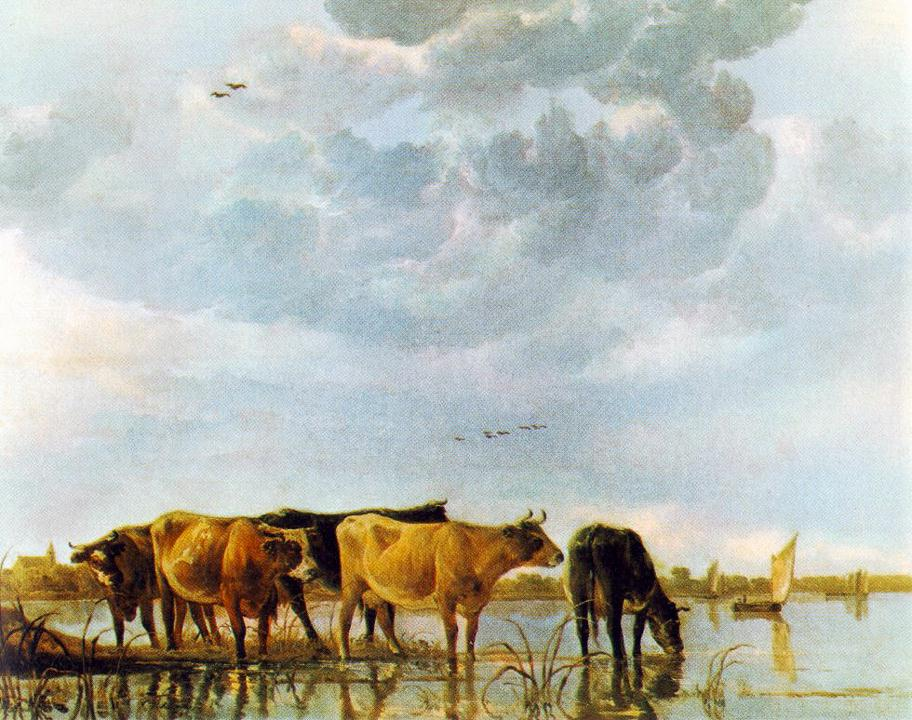
Tehenek a vízben
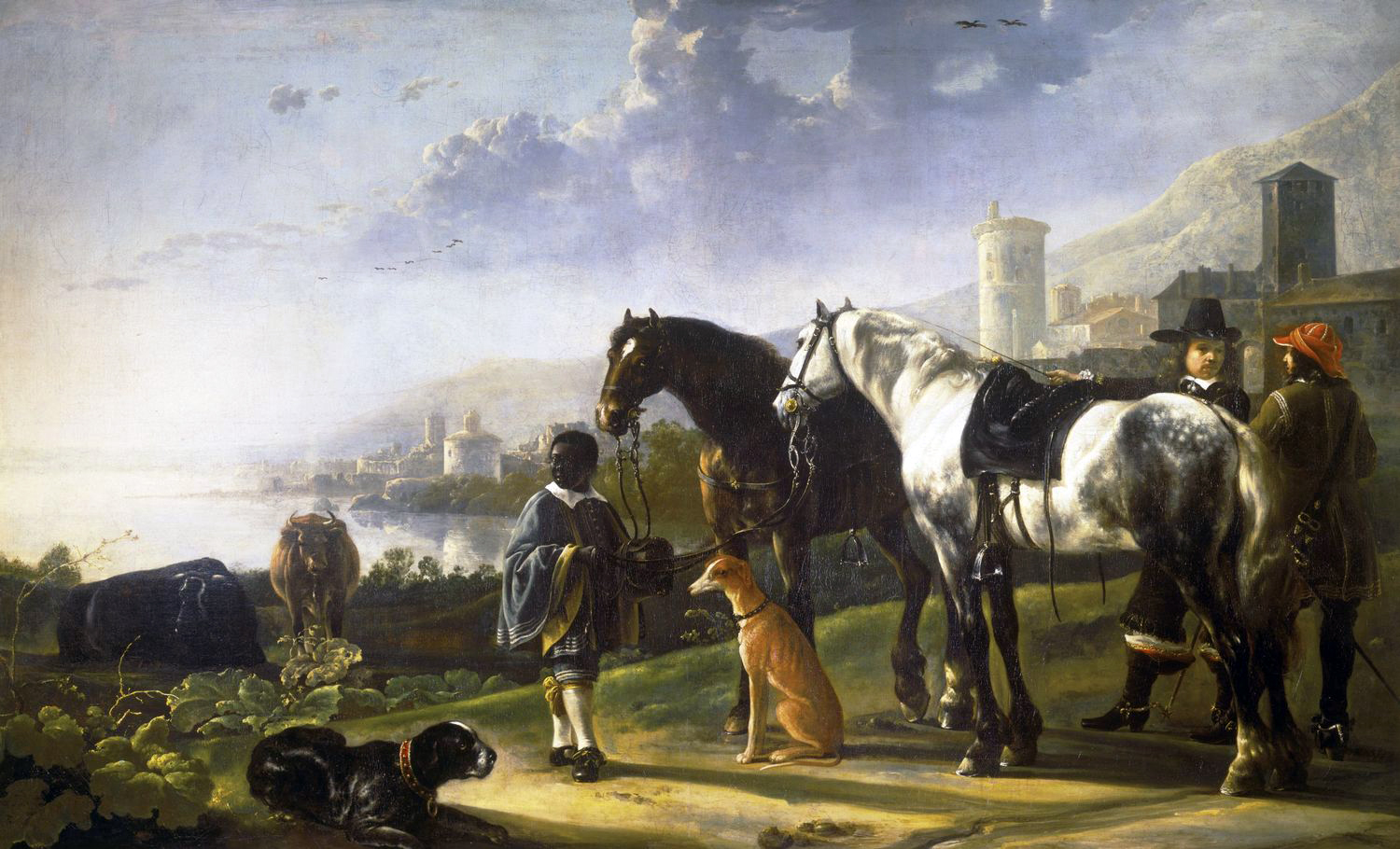
A néger inas (1652)